# Grönslick
Grönslick (Cladophora glomerata) är en vanlig typ av grönalg som i Sverige är vanlig i sjöar, vattendrag och längs nästan hela kusten. Den är framför allt en söt- och brackvattensart och förekommer mer sparsamt om vattnet är saltare. Den växer helst på klippor alldeles under vattenlinjen men kan även lossna och leva vidare kringflytande i vattnet. Grönslick trivs bäst i rörligt vatten som till exempel i strömmande vattendrag eller på vågexponerade klippor. 
Den bidrar till algblomning. Den förekommer främst i sötvatten och bräckt vatten, mer sällan i saltvatten, och trivs bäst i rörligt vatten. Grönslick förökar sig oftast asexuellt. Ökade utsläpp av kväve och fosfor har medfört en ökning av dess utbredning, som i Östersjön.